# Ychtis

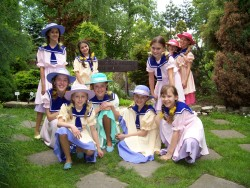
Ychtis – Bujaków (czerwiec 2006)

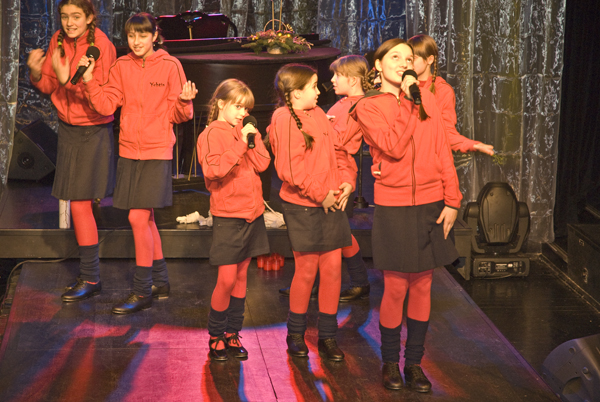
Ychtis – Kraków (grudzień 2008)

Zespół Wokalno-Taneczny „Ychtis” (Ichthys grec. ryba, „Jesous Christos Theou Yios Soter” – Jezus Chrystus, Syn Boga, Zbawiciel) – dziewczęcy zespół śpiewu i tańca pochodzący z Katowic, wykonujący głównie własny repertuar oparty na tekstach ks. Jana Twardowskiego, ale także innych autorów. Zespół śpiewa również (w „Bałaku”) piosenki lwowskie i o tematyce Lwowa. Członek Polskiego Związku Chórów i Orkiestr.

## Ważniejsze daty
- 1995 – z inicjatywy Barbary Pelki przy jednej z parafii na Górnym Śląsku powstała typowa schola, do której uczęszczają dzieci z niezamożnych rodzin w wieku od 7 do 18 lat. Na repertuar składały się pieśni liturgiczne, piosenki oazowe, pieśni z Taizé, pieśni lednickie, kolędy i pastorałki.
- 2000 – zespół przyjął nazwę „Ychtis” i do dotychczas wykonywanego repertuaru włączył piosenki komponowane do wierszy ks. Jana Twardowskiego.
- 2002 – debiut w TVP3 w programie „Z życia Kościoła”, a wkrótce potem w programie TVP1 Ziarno.
- 2002–2004 – udział w zmaganiach konkursowych w pięciu festiwalach chrześcijańskich. Zadziwiając Jury konkursowe ciekawą aranżacją wykonywanych utworów, oryginalnymi elementami choreograficznymi, adaptacją tekstu oraz czytelnym w odbiorze przekazem, zespół zdobywa wyłącznie pierwsze miejsca i Grand Prix.[potrzebny przypis]
- 2003 – zespół przeniósł się do Piekar Śląskich. Do zespołu dołączyły dzieci z kilku miast: Kalet, Piekar Śląskich, Chorzowa, Bytomia i Katowic.
- 2004 – zespół przystąpił do realizacji dwóch projektów muzycznych: nagrania płyty rozrywkowej i równolegle rozpoczął współpracę z Tynieckim Chórem Benedyktynów nad współ-śpiewem z gregoriańską monodią.
- 2005 – powstało widowisko słowno – muzyczne, pt.: „Niebo w dobrym humorze” z udziałem znanych artystów, które miało swoją prapremierę w wersji koncertowej w Filharmonii Śląskiej i premierę teatralną w Gliwickim Teatrze Muzycznym.
- 2005 – 11 września 2005 r. koncert w domu ks. Jana Twardowskiego przy Krakowskim Przedmieściu 34 w Warszawie.
- 2006 – zmiana siedziby zespołu na Katowice. Odtąd zespół przedstawia się jako Zespół Wokalno-Taneczny „Ychtis” z Katowic.
- 2006 – 2 lutego – udział w Uroczystościach żałobnych ks. Jana Twardowskiego i krótki występ artystyczny przy trumnie w warszawskim kościele Wizytek.
- 2007 – 1 lipca – Sommerfestival Der Kulturen 26.06-01.2007 Marktplatz Stuttgart, udział w Festiwalu Kultur Narodów.
- 2007 – rozpoczęcie prac przy realizacji nowego programu „Biedronka” oraz programu z piosenkami lwowskimi i o tematyce Lwowa; przygotowania do tournée po Stanach Zjednoczonych.
- 2008 – koncerty w USA i Kanadzie – 25.06.2008 wizyta w Biurze Gubernatora St. IL Roda Blagojevicha w Chicago.
- 2008 – 5 września, Konsulat Generalny RP w Monachium – koncert podczas uroczystości wręczenia Krzyża Komandorskiego Orderu Odrodzenia Polski z Gwiazdą, przyznanego pośmiertnie przez Prezydenta Rzeczypospolitej Polskiej Tadeuszowi Chciukowi–Celtowi.
- 2008 – 9 listopada, Stuttgart, bad Cannstatt – koncert z okazji Narodowego Święta Niepodległości zorganizowany przez Towarzystwo Kultury Polsko-Niemieckiej / Polnischer Kulturverein.
- 2008 – 30 listopada, Ludwigsburger Schloss i Dworzec Kolejowy w Stuttgarcie – Otwarcie Polskiego Żłóbka Bożonarodzeniowego ze „Szkoły Kenara” w Zakopanem
- 2008 – 13 grudnia, Bobingen, Kunstgalerie JARUGA – koncert kolędowy
- 2008 – 15 grudnia, Monachium, Centrum Kultury Polskiej
- 2008 – 20 grudnia, wigilia w Krakowskim Teatrze Scena STU
- 2009 rok – 31 maja, Górki Wielkie – prapremiera widowiska muzycznego, pt. „Biedronki – List do ks. Jana Twardowskiego"
- 2009 rok – Sommerfestival Der Kulturen, Marktplatz Stuttgart, udział w Festiwalu Kultur Narodów w dniu 05.07.2009
- 2009 rok – 11 listopada, Garwolin – prapremiera widowiska, pt. „Garwolak we Lwowie” – koprodukcja z Amatorskim Teatrem Muzycznym „Od Czapy” i Wojciechem Habelą – aktorem scen krakowskich
- 2010 rok – ROK JUBILEUSZOWY 15. LECIA PRACY Z UTALENTOWANYMI DZIEĆMI
- 2010 rok – 4 lipca, Jasna Góra – XVI Zjazd i Pielgrzymka Kresowian na Jasną Gorę., koncert w Sali im. JP II
- 2011 rok – 01 maja, ukazał się tomik wierszy, pt.: „Myśląc o życiu – przegląd” tom 5 o. Ryszarda Kosiana, OMI z Toronto, – Wyd. Stow. „Ychtis”. Jest to wydanie specjalne Dedykowane Ojcu Świętemu JP II z załączoną płytą z wierszami w interpretacji Wojciecha Habeli. Oprawa muzyczna: „Ychtis”: Weronika Jaguś – piano i Kamila Borzemska – flet, rysunki: Barbara Pelka.

## Nagrody
- „PRAEMIUM HONORIS CRESOVIANAE” – najwyższe wyróżnienie przyznawane przez Światowy Kongres Kresowian. Wyróżnienie to otrzymał Ychtis uznany za ambasadora kultury kresowej! Jasna Góra 04.07.2010 r.
- Wyróżnienie przez Sejmik Woj. Śląskiego Złotą Odznaką Honorową za Zasługi dla Województwa Śląskiego, kwiecień 2010 oraz pamiątkowy medal 90. lat Okręgu Katowickiego Polskiego Związku Chórów i Orkiestr
- I miejsce w Konkursie Piosenki Lwowskiej w kategorii dziecięco-młodzieżowej Ogólnopolskiego Festiwalu Piosenki Lwowskiej i „Bałaku” Lwowskiego w Krakowie, 2009
- I miejsce na VII Festiwalu Kolęd i Pastorałek w MDK w Rudzie Śląskiej, 2004
- I miejsce w kategorii schola – dzieci na Ogólnopolskim Festiwalu Kolęd i Pastorałek w Będzinie 2003 (Jeden z największych Festiwali Kolęd w Polsce, w którym bierze udział kilka tysięcy podmiotów wykonawczych)
- I miejsce na Festiwalu Twórczości Chrześcijańskiej „GLORIA DEI"
- „Grand Prix” na XIII Festiwalu Piosenki Ekologicznej „EKOSONG”, 2002
- „Grand Prix” na XI Festiwalu Piosenki Religijnej „KANAAN”, 2002

## Dyskografia
- Piosenki religijne – 5 x CD – materiał metodyczny dla nauczycieli (DiKŚW)
- „Naucz się dziwić” – piosenki do wierszy ks. Jana Twardowskiego, wyd. Edycja św. Pawła;
- „Pokochać człowieka” – zał. do tomiku wierszy Ks. J. Twardowskiego (DiKWŚW)
- „Niebo w dobrym humorze” – zał. do Kalendarza „Z tej Ziemi” na 2006 r. – płyta CD z 4 utworami wraz z teledyskiem „Arka"
- „Niebo w dobrym humorze” – widowisko słowno-muzyczne z udziałem Jacka Wójcickiego i Ewy Urygi, Magdaleny Szczerbowskiej, Piotra Chlipalskiego oraz Bernarda Krawczyka – prapremiera w Filharmonii Śląskiej w Katowicach 12.06.2005 r. i premiera teatralna w Gliwickim Teatrze Muzycznym w Gliwicach, 10.12.2005 r.
- „Niebo w dobrym humorze” – płyta CD z piosenkami ze spektaklu o tym samym tytule; 1 czerwca 2006, Wyd. Ks. św. Jacka
- „Dlaczego jest Święto Bożego Narodzenia” – okolicznościowa kartka świąteczna z płytą CD z tradycyjnymi polskimi kolędami (edycja do użytku wewn. Parafii św. Józefa w Katowicach)
- „Sercem we Lwowi” – płyta CD z piosenkami lwowskimi, z zespołem „Ychtis” gościnnie śpiewa pani Danuta Skalska
- „Biedronki – List do ks. Jana Twardowskiego” 01.06.2009 r. – 14 piosenek do wierszy przyjaciół ks. Jana od Biedronki, muz. Paweł Piątek
- „Garwolak we Lwowie” – dwie płyty DVD z zarejestrowanym widowiskiem 11 listopada 2009 r. /archiwum/